# Taux actuariel
Le taux actuariel d'un ensemble de flux financiers, comme un emprunt bancaire ou obligataire ou encore d'un placement, est son taux calculé selon le modèle actuariel, lequel est une simplification du processus d'actualisation.
- calculant la valeur actualisée {\displaystyle VA(F_{i})} de chaque flux futur {\displaystyle F_{i}}, positif ou négatif, de remboursement, de paiement d'intérêt ou autre

où :
- - {\displaystyle F_{i}} est le montant du flux à l'époque où il sera disponible
  - {\displaystyle Z_{i}} est le taux d'actualisation applicable de la date d'actualisation à la date du flux {\displaystyle F_{i}}
  - {\displaystyle Xi} est le temps, exprimé en nombre d'années, de la date d'actualisation à la date du flux {\displaystyle F_{i}}.

- puis, additionner tous les {\displaystyle VA(F_{i})} obtenus nous donne la valeur actualisée.

Celle-ci est alors directement comparable à la valeur comptable ou de marché à cette date, de l'emprunt, du prêt, de l'obligation ou du placement (après la prise en compte des frais annexes éventuels).
On voit tout de suite la difficulté inhérente à ce processus : déterminer les taux {\displaystyle Z_{i}}, qui sont connus sous le nom de taux zéro-coupons. Jusqu'aux années 1980, le manque de liquidité des marchés financiers et l'absence d'arbitrage entre instruments, qui en découlait, rendaient la détermination des courbes de taux zéro-coupons hasardeuse et conduisaient à n'utiliser en pratique qu'une version primitive du processus, le modèle actuariel, qui remplace tous les {\displaystyle Z_{i}} par un seul taux {\displaystyle T}, sorte de taux moyen pondéré d'actualisation, le taux actuariel, généralement obtenu par tâtonnements.
- Soit on cherche à déterminer {\displaystyle VA} et l'on doit alors estimer {\displaystyle T} par rapport à des grandeurs exogènes (taux constatés sur le marché monétaire ou obligataire, taux d'inflation, rentabilité annuelle exigée, etc).

- Soit la valeur présente {\displaystyle VA} est connue, par exemple le prix de marché de l'obligation, et l'on doit alors résoudre l'équation polynomiale ci-dessus pour déterminer le taux actuariel {\displaystyle T}, grâce à des processus itératifs, comme la méthode de dichotomie ou, plus rapide et plus efficace, la méthode de Newton.

L'inconvénient principal du modèle actuariel, qui applique le même taux d'actualisation à tous les  flux, aux plus proches dans le temps comme à ceux les plus éloignés, est qu'il ne correspond véritablement à la réalité  que dans le cas fort rare où l'on a affaire à une courbe de taux plate. Dans tous les autres cas, il amène des distorsions de valorisation. Insuffisant pour les professionnels des marchés financiers, il couvre néanmoins largement les besoins des particuliers et des PME, dans la mesure où les inexactitudes qu'il génère sont du même ordre que leurs frais d'interventions sur lesdits marchés. En France, pour les produits financiers destinés au public, prêts ou emprunts, le législateur a ainsi rendu généralement obligatoire l'affichage du taux actuariel.